# Municipio de Cedar (condado de Chase)
El municipio de Cedar (en inglés: Cedar Township) es un municipio ubicado en el condado de Chase en el estado estadounidense de Kansas. En el año 2010 tenía una población de 93 habitantes y una densidad poblacional de 0,65 personas por km².

## Geografía
El municipio de Cedar se encuentra ubicado en las coordenadas 38°9′21″N 96°47′37″O / 38.15583, -96.79361. Según la Oficina del Censo de los Estados Unidos, el municipio tiene una superficie total de 142.1 km², de la cual 141,54 km² corresponden a tierra firme y (0,39 %) 0,55 km² es agua.

## Demografía
Según el censo de 2010, había 93 personas residiendo en el municipio de Cedar. La densidad de población era de 0,65 hab./km². De los 93 habitantes, el municipio de Cedar estaba compuesto por el 95,7 % blancos, el 2,15 % eran asiáticos y el 2,15 % eran de una mezcla de razas. Del total de la población el 2,15 % eran hispanos o latinos de cualquier raza.